# جليسون ارتشر جونيور
جليسون ارتشر جونيور (بالإنجليزية: Gleason Archer)‏ هو محامي أمريكي، ولد في 22 مايو 1916 في نورويل في الولايات المتحدة، وتوفي في 27 أبريل 2004 في ستيرلينغ في الولايات المتحدة.